# Petrus de Greve
Petrus de Greve (* 25. August 1621 in Arnheim; † Ende 1677 in Nimwegen) war ein niederländischer Rechtswissenschaftler.

## Leben
Greve stammte aus einer hoch angesehenen Familie. Nach dem Tod seines Vaters zog seine Mutter nach Harderwijk, wo er anfänglich die Lateinschule besuchte. Am Gymnasium Illustre setzte er seine Ausbildung in Harderwijk fort, wo er von den Juristen Willem Cup (1604–1667) und Antonius Matthaeus II. (1601–1654) in den Rechtswissenschaften unterwiesen wurde. Am 20. Juni 1641 ging er mit einem Stipendium ausgestattet an die Universität Franeker, wo er die Vorlesungen von Cornelius van Pijnacker (1570–1645) und Johannes Jacobus Wissenbach (1607–1665) besuchte. Beide setzten große Erwartungen in ihn. Der erstere riet ihm 1644, zum Doktor der Rechte zu promovieren und dann eine Professur anzutreten.
Nachdem Greve aber eine Zeit lang als Advokat in Leeuwarden tätig gewesen war, wurde er von Wissenbach als außerordentlichen Professor der Rechtswissenschaften an die neugegründete Universität Harderwijk empfohlen, welche Position er am 12. April 1648 antreten konnte. Dort etablierte er sich als ausgezeichneter Kenner des römischen Rechts, stieg zum ordentlichen Professor auf und wurde 1654 Rektor der Alma Mater. 1655 ging er als Rechtsgelehrter an die neu gegründete Illustere Academie in Nimwegen, da ihm hier ein höheres Gehalt geboten wurde. Viele Schüler folgten ihm. Unter seinen Schülern war auch Gerhard Noodt (1647–1725), der später sein Kollege wurde und ihm die Leichenpredigt hielt. Berufungen an die Universität Heidelberg und Universität Groningen schlug er aus. Sein Leichnam wurde in der St. Stephanskirche begraben.

## Werke
- Exercitationes ad Pandectarum loca difficiliora. Harderwijk 1653, Nijmegen 1660, 1663
- Collegium juridicum publicum ad Pandectarum loca difficiliora. Harderwijk 1653
- Dissertationes anniversarioe de domino. Nijmegen 1659
- Dissertationes ad Institutionem Imperialium loca difficiliora. Nijmegen 1668